# Хулхулау
Хулхулау (устар. Хул-Хулау) — река в России, протекает по Чечне. Устье реки находится в 15 км по левому берегу реки Белка (чеч. Гумс). Длина реки составляет 67 км. Площадь водосборного бассейна — 510 км². Исток находится в исторической области Чечни — Чебарла.
Высота истока — 1626 м над уровнем моря. Уклон реки — 23,10 м/км.
Протекает рядом или через такие поселения в Чечне как: Харачой, Дышне-Ведено, Октябрьское, Ца-Ведено, Беной, Сержень-Юрт, Автуры, Цоци-Юрт, Новый Энгеной, где затем сливается с рекой Гумс (Белка).

## Этимология
И. М. Попова в изданном в 1870 году 4-м выпуске «Сборника сведений о кавказских горцах» утверждала, что река Хулхулау получила название от местных жителей из-за исходящего от воды шума — «хул-хул-хул-хул».
А. В. Твёрдый в изданном в 2008 году словаре «Кавказ в именах, названиях, легендах» утверждал, что этимология гидронима Хулхулау затемнена, и предполагал, что в его основе лежит чеченское слово «хуо-лай» (с чеч. — «копна»).

## Гидрология
Хулхулау не имеет питания от горных снегов и ледников. Основное его питание — родники. В летний период из-за дождей на ней возможны паводки.

## Данные водного реестра
По данным государственного водного реестра России относится к Западно-Каспийскому бассейновому округу, водохозяйственный участок реки — Сунжа от впадения реки Аргун и до устья. Речной бассейн реки — Реки бассейна Каспийского моря междуречья Терека и Волги. Код водного объекта в государственном водном реестре — 07020001312108200006333.

## Галерея
- Веденский район с. Беной р. Хулхулау
- Русло реки в окрестностях с. Беной